# Q'anjob'al (volk)
De Q'anjob'al zijn een Mayavolk woonachtig in Guatemala en Mexico. Er leven 159.030 Q'anjob'al in Guatemala, en 12.974 in Mexico.
Achi · Acateken · Aguacateken · Chuj · Garifuna · Ch'orti' · Itza · Ixil · Jacalteken · K'iche' · Kaqchikel · Lacandón · Mam · Mopan · Poqomam · Poqomchi' · Q'anjob'al · Q'eqchi' · Sacapulteken · Sipakapense · Tectiteken · Tz'utujil · Uspanteken · Xinka